# Damián Rivera
Damián Esau Rivera Brown (ur. 8 grudnia 2002 w Cranston) – gwatemalski piłkarz pochodzenia kostarykańskiego z obywatelstwem amerykańskim występujący na pozycji skrzydłowego, od 2025 roku zawodnik amerykańskiego Phoenix Rising.
Jego ojciec pochodzi z Gwatemali, zaś matka z Kostaryki.